# Анвиль (Франция)
Анви́ль (фр. Anville) — коммуна во Франции, находится в регионе Пуату — Шаранта. Департамент — Шаранта. Входит в состав кантона Руйак. Округ коммуны — Коньяк.
Код INSEE коммуны — 16017.
Коммуна расположена приблизительно в 390 км к юго-западу от Парижа, в 95 км южнее Пуатье, в 30 км к северо-западу от Ангулема.

## Население
Население коммуны на 2008 год составляло 195 человек.
| 1962 | 1968 | 1975 | 1982 | 1990 | 1999 | 2008 |
| ---- | ---- | ---- | ---- | ---- | ---- | ---- |
| 226  | 217  | 181  | 169  | 173  | 156  | 105  |

## Экономика
В 2007 году среди 113 человек в трудоспособном возрасте (15—64 лет) 76 были экономически активными, 37 — неактивными (показатель активности — 67,3 %, в 1999 году было 71,6 %). Из 76 активных работали 69 человек (43 мужчины и 26 женщин), безработных было 7 (3 мужчины и 4 женщины). Среди 37 неактивных 8 человек были учениками или студентами, 17 — пенсионерами, 12 были неактивными по другим причинам.

## Достопримечательности
- Приходская церковь Сен-Медар (XI век)
  - Каменная купель для крещения (XIII век). Высота — 70 см, диаметр — 120 см. Исторический памятник с 1941 года[5]

## Фотогалерея

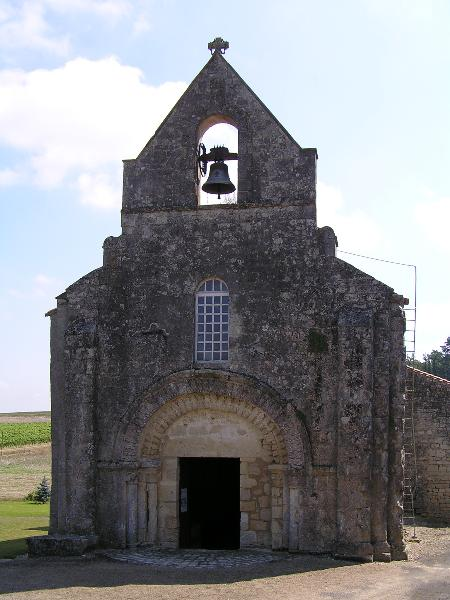
Церковь Сен-Медар
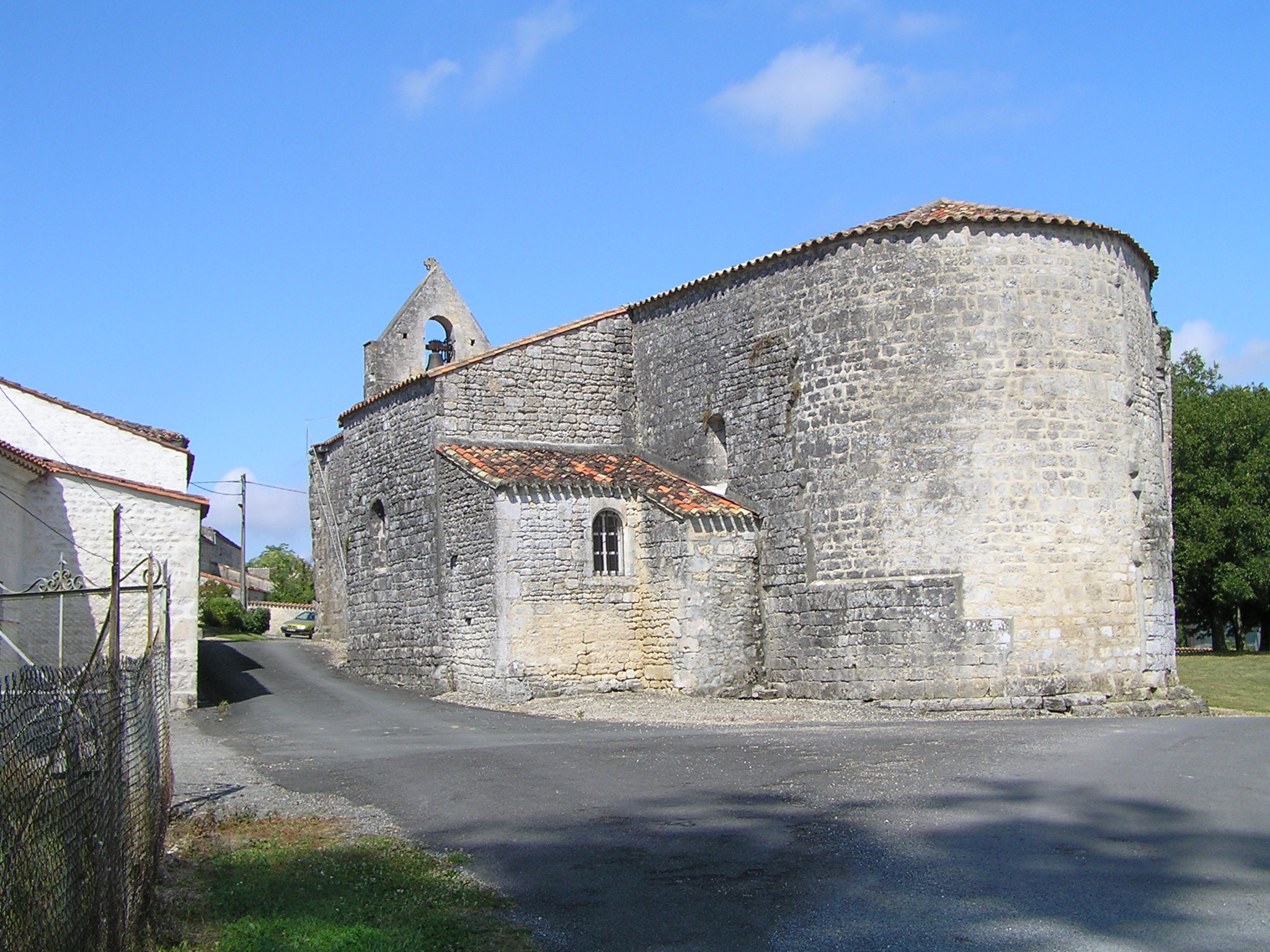
Церковь Сен-Медар
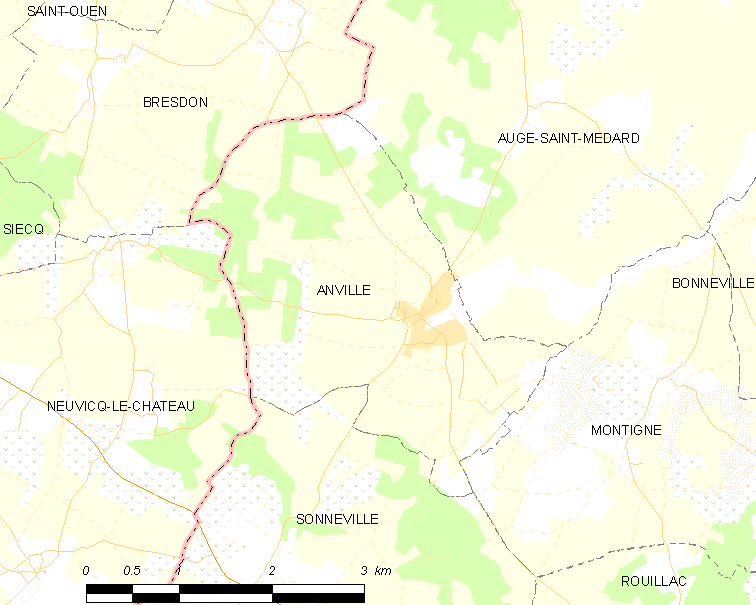
Карта коммуны